# Leontij Oppierman
Leoncjusz Karłowicz Opperman (ros. Леонтий Карлович Опперман, ur. 5 lutego?/17 lutego 1810 w Petersburgu, zm. 29 marca 1870 w Warszawie) – hrabia, generał major, urzędnik carski, gubernator radomski od 14 maja 1856 do 13 sierpnia 1862 oraz w latach 1877–1880.

## Rodzina
Wywodził się z arystokratycznej rodziny pochodzenia niemieckiego. Był synem pochodzącego z   Hesji-Darmstadt rosyjskiego generała Karla Ludwiga Wilhelma Oppermanna (1766-1831) i jego żony Caroline von Kelchen († May 1841). W 1829 roku car Mikołaj I nadał jego ojcu dziedziczny tytuł hrabowiski w Rosji.
Oppermanowie byli wyznania ewangelicko-augsburskiego i Leoncjusz wspierał finansowo ewangelicką gminę wyznaniową w Radomiu. Jego młodszy brat Aleksander von Opperman (1803-1855) był  od 1852 roku gubernatorem twierdzy w Zamościu. Został pochowany na lubelskim cmentarzu ewangelickim.

## Kariera
W 1828 ukończył Michajłowską Szkołę Artylerii, w 1831 mianowany porucznikiem i przydzielony do artylerii konnej, a wkrótce do pułku kawalerii. W 1847 mianowany pułkownikiem, w 1849 brał udział w tłumieniu powstania na Węgrzech, a w 1854 w obronie Sewastopola, gdzie został ranny w głowę. W 1855 mianowany generałem-majorem. W kwietniu 1865 awansowany na generała-lejtnanta. Był odznaczony Orderem Świętego Jerzego IV klasy, Orderem Świętego Włodzimierza III klasy, Orderem Świętej Anny I i II klasy, Orderem Świętego Stanisława I i II klasy, Złotym Pałaszem "Za Waleczność", pruskim Orderem Świętego Jana Jerozolimskiego, austriackim Orderem Leopolda II klasy, Orderem Żelaznej Korony II klasy.